# Prodecatoma hogenakalensis
Prodecatoma hogenakalensis är en stekelart som beskrevs av Durgadas Mukerjee 1981. Prodecatoma hogenakalensis ingår i släktet Prodecatoma och familjen kragglanssteklar. Inga underarter finns listade i Catalogue of Life.